# Mory Gbane
Mory Gbane, né le 25 décembre 2000 à Toumodi en Côte d'Ivoire, est un footballeur ivoirien. Il évolue au poste de milieu défensif au Stade de Reims.

## Biographie

### En club
Né à Toumodi en Côte d'Ivoire, Mory Gbane passe toute son enfance à Abidjan. Il est formé par le club local du Stade d'Abidjan où il joue pendant trois ans avec l'équipe première, disputant par la même occasion trois finales de coupe nationale. Il rejoint ensuite l'Europe et la Croatie en signant en 2019 au NK BSK Bijelo Brdo (en), qui évolue alors en deuxième division.
Le 12 juillet 2022, il rejoint la Russie pour s'engager avec le FK Khimki sous la forme d'un prêt d'une saison.
Il joue son premier match pour le FK Khimki le 15 juillet 2022, lors de la première journée de la saison 2022-2023 de première division russe face au Zénith Saint-Pétersbourg. Il est titularisé et les deux équipes se neutralisent (1-1 score final).
Le 31 juillet 2023, Mory Gbane rejoint le Portugal pour s'engager avec le Gil Vicente FC sous la forme d'un prêt d'une saison,.
Gbane joue son premier match pour Gil Vicente le 12 août 2023, à l'occasion de la première journée de la saison 2023-2024 de première division portugaise, contre le Portimonense SC. Il est titularisé lors de cette rencontre remportée par son équipe (5-0 score final).

## Palmarès
Il est finaliste de la Coupe de France en 2025 avec le Stade de Reims.